# Icha
Icha fou un estat tributari protegit de l'Índia, del tipus zamindari amb 194 km², regit per un clan rathor dels rajputs, branca dels rages de Seraikella o Seraikela, situat al modern Jharkhand abans Chota Nagpur. La capital era el poble d'Icha que el 1990 fou declarat a submergir quan es va aprovar la construcció de la presa d'Icha dins el Subernarekha Multipurpose Project. Des de 1991 hi va haver protestes i tot i que els vilatans han cobrat la indemnització, el poble encara no ha estat submergit (2009).

## Història
L'estat fou fundat per Kunwar Damodar Singh, segon fill del raja Abhiram Singh de Seraikella, al que el seu pare va cedir el feu el 1803 després de conquerir el zamindari de Mayurbhanj. Portava el títol de Pir-Pati-Dar, o Pirpatidar, i tenia poder de recaptació.

## Llista de rages
- Kunwar Damodar Singh.
- Babu Jadunath Singh Deo (vers 1857)
- Babu Ganga Ram Singh (fill)
- Babu Shri Maheshwar Singh Deo (fill)
- Shri Bidya Binode Singh Deo (fill), nascut 1892
- Shri Ajit Narayan Singh Deo (nascut 1917 + 2005)